# Río Pena
El río Pena (macedonio, Пена) es un corto río de la vertiente del mar Egeo de Macedonia del Norte, el mayor de los que discurren por los montes Šar en Polog, después del río Vardar. Es el mayor afluente del Vardar de los lagos de Šar.
El Pena surge en la región de Čabriolica y Borisloica, en lo alto de los montes Šar, a 2.500 m s. n. m. Al principio, hay dos pequeños ríos que se unen en los pueblos de Vešala y Bozovce. Después de pasar por el centro de Tetovo cruza el valle de Polog y cerca del pueblo de Sarakjino desemboca en el Vardar.
En su cuenca hidrográfica hay otros doce ríos. Los más importantes de ellos incluyen el río Karanikolovska, el Przhina, el Vejčka, el Lesnhička y el Brodečka.
El río Pena es importante para la ciudad de Tetovo no sólo como un símbolo de la ciudad, sino también como un recurso económico. Desde el punto de vista turístico el río con su forma de manar montañosa y bellas cascadas atraen muchos turistas. 
En 1979, después de lluvias torrenciales, el río se desbordó y provocó una inundación en Tetovo.